# St. Mary's (Colorado)
St. Mary's è un centro abitato (census-designated place) degli Stati Uniti d'America, situato nella contea di Clear Creek dello stato del Colorado. Nel censimento del 2000 la popolazione era di 251 abitanti.

## Geografia fisica
Secondo i rilevamenti dell'United States Census Bureau, St. Mary's si estende su una superficie di 7,9 km².